# Kānī Shīrīn
Kānī Shīrīn (persiska: كانی شيرين) är en ort i Iran.   Den ligger i provinsen Kurdistan, i den nordvästra delen av landet, 400 km väster om huvudstaden Teheran. Kānī Shīrīn ligger 2 218 meter över havet och antalet invånare är 222.
Terrängen runt Kānī Shīrīn är platt åt sydväst, men åt nordost är den kuperad. Runt Kānī Shīrīn är det ganska glesbefolkat, med 28 invånare per kvadratkilometer. Närmaste större samhälle är Takāb, 18,1 km norr om Kānī Shīrīn. Trakten runt Kānī Shīrīn består i huvudsak av gräsmarker.